# Papilio peleides
Papilio peleides là một loài bướm thuộc họ Bướm phượng (Papilionidae). 
Loài Papilio peleides được mô tả năm 1793 bởi Esper. Loài bướm Papilio peleides sinh sống ở .